# فرخلو
فرخلو (بالإنجليزية: Farkhlu)‏ هي قرية تقع في أردبيل في إيران. يقدر عدد سكانها بـ 25 نسمة .